# Pedro Segundo Casal
Pedro Segundo Casal (Necochea, 13 de mayo de 1879 - Buenos Aires, 2 de mayo de 1957) fue un marino argentino, que ejerció como ministro de Marina de su país durante la presidencia de Agustín Pedro Justo.

## Biografía
Ingresó a la Escuela Naval Militar en 1896 y formó parte de la dotación de la Fragata Presidente Sarmiento en su primer viaje, en 1899. Cumplió diversos destinos navales Fue también docente: profesor de la Escuela Superior de Guerra, y también de la Escuela Naval y de la Escuela de Mecánica de la Armada, de las cuales fue director.
En 1916 fue uno de los fundadores de la Sociedad Ornitológica del Plata, actualmente Aves Argentinas / Asociación Ornitológica del Plata.
Fue secretario de Marina durante el ministerio de  Carlos Daireaux, y lo sucedió como Ministro de Marina durante los primeros meses de la presidencia de Justo. Tuvo participación en la ayuda argentina al Paraguay en la Guerra del Chaco, y fue el único miembro del gobierno que llegó a afirmar categóricamente que a su país no le convenía la derrota paraguaya; la ayuda organizada por empresas argentinas era cruzada al Paraguay bajo protección de la Armada Argentina, e incluso las compras militares del Paraguay eran depositadas en los arsenales navales de Buenos Aires y Zárate.
Pasó a retiro militar en el año 1937, pero continuó con estudios geográficos, además de hacer valiosos aportes a la oceanografía y la astronomía. Fue miembro fundador de la de la Academia Nacional de Geografía y presidente del Instituto Nacional Sanmartiniano.
Falleció en Buenos Aires en 1957.
Fue autor, entre otros textos, de:
- La Marina Japonesa (1936)
- Américo Vespucio y las costas argentinas y uruguayas (1953)
- Oceanografía (1957)

Una calle de la ciudad de Asunción (Paraguay) lleva su nombre.